# Plano Colômbia

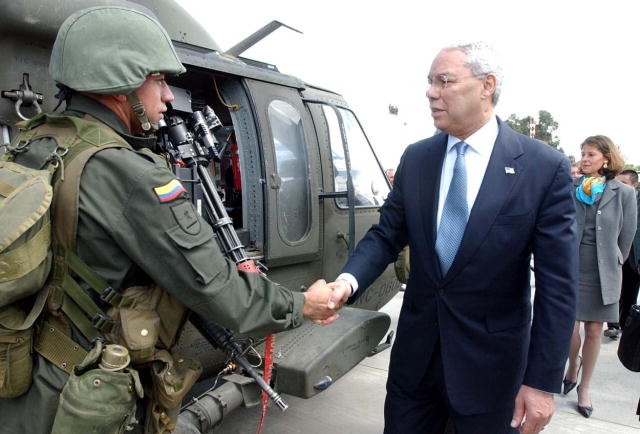
Colin Powell, então secretário de Estado dos EUA, em visita à Colômbia, cumprimenta um membro da Polícia Nacional colombiana (2001).

O Plano Colômbia (inicialmente chamado Plano pela Paz da Colômbia) foi um acordo bilateral entre os governos da Colômbia e dos Estados Unidos. Concebido em 1999, durante as administrações dos presidentes Andrés Pastrana Arango e Bill Clinton, foi originalmente projetado para durar seis anos. Seus objetivos declarados eram: criar uma estratégia para eliminar o narcotráfico no território colombiano; por um fim ao conflito armado na Colômbia, que já durava 40 anos na época, desestruturando os grupos guerrilheiros, notadamente as FARC; promover o desenvolvimento social e econômico. O sucessor de Pastrana, Álvaro Uribe (2002-2010) prosseguiu a implementação do Plano, porém com maior ênfase nas questões de segurança. Uma parte importante dos custos do Plano Colômbia foi paga pela comunidade internacional - União Europeia e, principalmente, Estados Unidos.
A iniciativa recebeu várias críticas e elogios ao longo de sua existência. Se, por um lado, ajudou a fortalecer o governo colombiano e suas forças armadas, aumentando o controle do Estado sobre o território nacional, o Plano Colômbia também teve impactos negativos sobre o meio ambiente, a agricultura e a saúde das populações locais, sobretudo em razão da fumigação das plantações de coca que acabou também infectando o solo e até atingindo outras plantações, além de colocar em risco a vida de milhares de consumidores e arruinar os negócios de muitos pequenos produtores. A versão original do Plano, tal como apresentada pelo Presidente Pastrana, não tinha como alvo principal o tráfico de drogas, a ajuda militar ou a fumigação das plantações, dando ênfase à erradicação manual das plantas como melhor alternativa.
Porém, a eleição do presidente Uribe coincidiu com o período que se seguiu aos atentados de 11 de setembro. O novo presidente decidiu então requalificar o conflito colombiano como guerra contra o terrorismo, distinguindo-o da situação de conflito interno ou guerra civil, que persistia por mais de quatro décadas na Colômbia. Em 2005, Uribe lançou a maior operação militar já realizada contra as FARC, taxando-as, juntamente com outras formas de guerrilha existentes no país, como "narcoterroristas". Essa nova definição do conflito colombiano acabou por colocar em segundo plano os problemas estruturais do país - a desigualdade política e social, a concentração da renda e da riqueza, a corrupção e a permanência de determinados grupos de interesse no poder. A nova definição do conflito combinava perfeitamente com a visão norte-americana da "guerra mundial contra o terrorismo" e encontrou amplo apoio por parte do Congresso dos EUA, enquanto a União Europeia também começava a mudar tanto a sua retórica quanto a orientação de suas políticas e seus programas, atribuindo precedência à segurança do Estado em relação ao desenvolvimento econômico, ao bem-estar da população e aos direitos humanos. Assim, durante o governo Uribe, o Plano Colômbia destinou ao desenvolvimento social e ao reforço das instituições 26% dos recursos disponíveis, enquanto  74%  foram destinados ao reforço das forças armadas e da polícia.
Até 2008, cerca de 1,3 bilhões de dólares já haviam sido repassados à Colômbia, no âmbito do Plano.
Em 2016, com o Plano Colômbia foi substituído pelo programa Paz Colômbia, logo após o acordo de paz entre o governo colombiano e as FARC. Na ocasião, o presidente dos Estados Unidos, Barack Obama, anunciou a concessão de um apoio econômico de mais de 450 milhões de dólares.